# Epispore
Een epispore is een voortplantingsmechanisme dat aanwezig is in verschillende korstmossen. Deze sporen helpen bij de voortplanting.